# Melithaea frondosa
Melithaea frondosa is een zachte koraalsoort uit de familie Melithaeidae. De koraalsoort komt uit het geslacht Melithaea. Melithaea frondosa werd in 1896 voor het eerst wetenschappelijk beschreven door Brundin. 